# ドーバー空軍基地
ドーバー空軍基地（ドーバーくうぐんきち、英: Dover Air Force Base）はアメリカ合衆国デラウェア州ドーバー近郊にあるアメリカ空軍の基地。航空機動軍団（AMC）が運用し、ホスト部隊は第436空輸航空団である。ドーバー空軍基地の航空貨物ターミナルは、国防総省が運用するものの中でも最大のものであり、貨物取扱量も最大である。

## 概要
1941年3月から建設が開始され、12月より運用が開始された。第二次世界大戦中は戦闘機の訓練や対潜哨戒機の基地として用いられた。1950年代からは輸送機部隊の基地となっている。現在も第436空輸航空団（436th Airlift Wing,C-17装備）や第512空輸航空団（512th Airlift Wing,C-5装備）の基地となっている。
アメリカ軍の戦死者が輸送機に乗せられて帰国する「威厳ある移送(Dignified transfer)」をする基地でもある。